# 第一代切爾伍德的塞西爾子爵羅伯特·塞西爾
埃德加·阿尔杰农·罗伯特·加斯科因-塞西尔，第一代切尔伍德的塞西尔子爵，CH，PC，QC（Edgar Algernon Robert Gascoyne-Cecil, 1st Viscount Cecil of Chelwood，1864年9月14日—1958年11月24日），英国律師、政治家与外交家。他是国际联盟的创始人、捍卫者之一，他亦因此在1937年获得诺贝尔和平奖。在1868年-1923年间，塞西尔称为“罗伯特·塞西尔勋爵”。

## 早年
塞西尔生于伦敦卡文迪许广场，父亲是三度拜相的第三代梳士巴利侯爵，母亲是爱德华·霍尔·奥德逊爵士之女乔治娜。他是两人的第六个儿女，第三个儿子。威廉·塞西爾勋爵（Lord William Cecil）、詹姆斯·蓋斯科因-塞西爾，第四代梳士巴利侯爵、奎克斯伍德勋爵（Lord Quickswood）都是塞西爾的兄弟。他还是亚瑟·贝尔福的侄子。在13岁之前，塞西爾都在接受教育。此后，他入读伊顿公学，并在此渡过了四年。后来，塞西爾在自传中说，他最喜欢在家中接受教育。中学毕业后，他进入牛津大学大学学院，修读法律，深造期间是个辩论好手。1887年，塞西爾正式获得律师资格。1889年，他迎娶埃莉诺·莱姆顿贵女，后来他说，这是他做过的事情中，最明智的一件。
1887年-1906年间，塞西爾都在进行与民事法相关的工作，当中包括在大法官法庭、议会中实习。1899年6月15日，他正式成为御用大律师（QC）。在此期间，塞西爾还参与了一本法律著作《商业法原则》（Principles of Commercial Law）的编写工作。

## 生涯

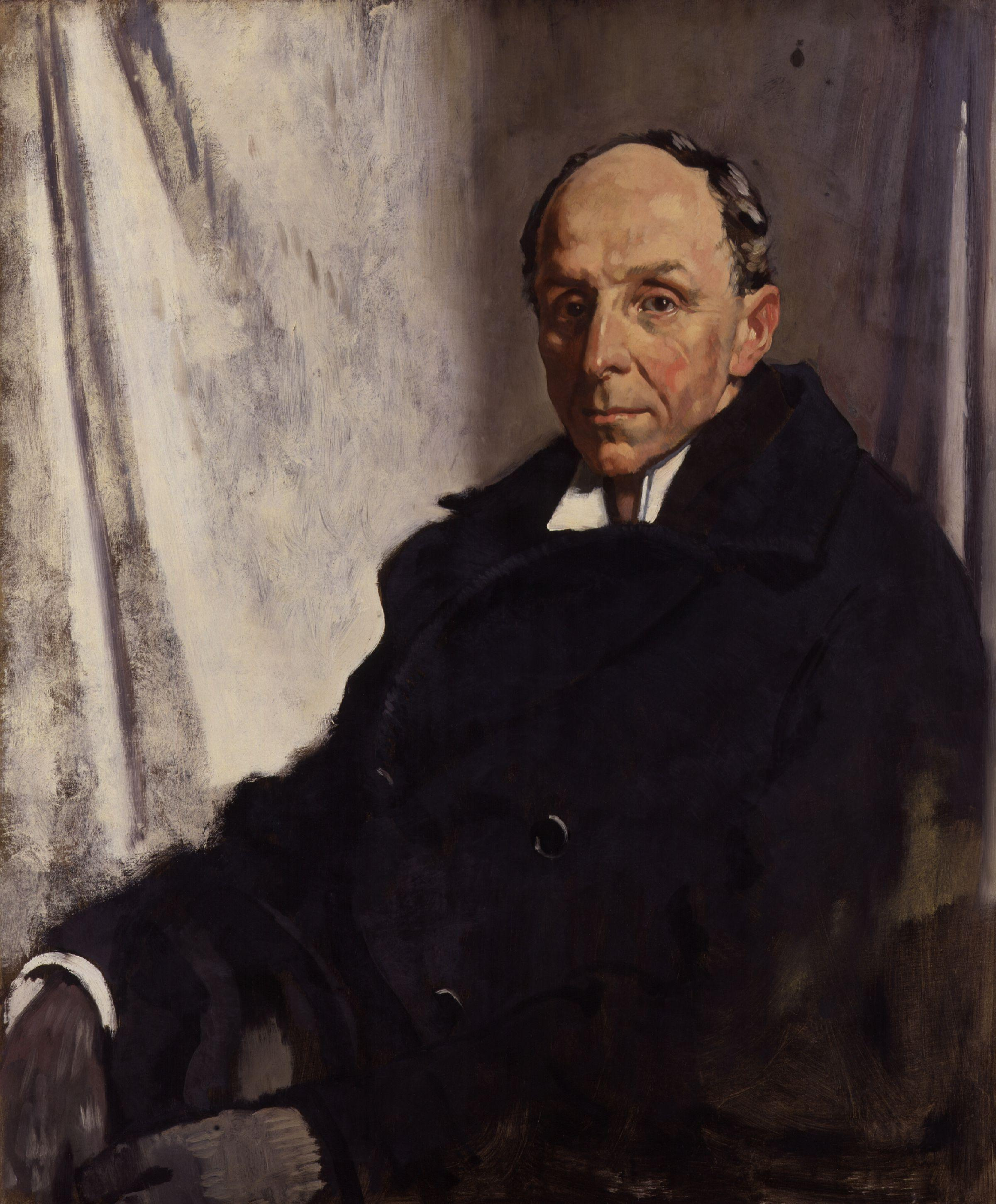
罗伯特·塞西尔勋爵，威廉·奥宾爵士绘。

在1906年大选中，塞西尔以保守党党员身份参加东马里波恩选区国会议员胜出。因为关税改革问题，他在1910年的两次大选中，都没有争取在原选区连任。塞西尔在1月的大选中，试图取得布莱克本选区的议席，遭到失败。在同年12月的大选中，他试图取得威斯贝奇选区，再度落败。1911年，塞西尔以独立保守党人身份参加黑琴选区国会议员补选，终于胜出，并一直连任至1923年。
第一次世界大战爆发时，塞西尔时年50岁，不能参军，唯有在红十字会中工作。1915年，保守党与自由党组成联合内阁，他在同年5月30日获任为外交部政务次官（Parliamentary Under-Secretary of State for Foreign Affairs）。塞西尔一直担任这个职位，直至1919年1月10日。1916年1月23日，他又获任为封锁大臣（Minister of Blockade）。他一直担任这个职位，直至1918年7月18日。塞西尔负责制定计划，向敌国施加经济、商业压力。
1923年5月25日，塞西尔重返政府，担任掌璽大臣，他有几个亲人都担任过这个职位。在1923年12月的大选中，他放弃连任议员。在保守党失势后的同年12月28日，塞西尔获册封为切尔伍德的塞西尔子爵（Viscount Cecil of Chelwood）他一直担任这个职位，直至次年2月22日，拉姆齊·麥克唐納组成工党弱势政府。
在1924年大选中，保守党再次执政，塞西尔获任为兰卡斯特公爵领地总裁（Chancellor of the Duchy of Lancaster）。
塞西尔非常担心日益普及的汽车会增加社会问题，危害公众安全。所以，1929年，他接受了新成立的行人协会（The Pedestrians Association）主席一职，积极引入有益于行人的措施。

### 国际联盟
1916年9月，塞西尔散发了一份关于避免战争的备忘录，据他所说，“这是第一份影响英国官方，使之支持国际联盟的文件。”
塞西尔是通晓世界语的人，并在1920年建议国际联盟采纳世界语，以解决语言问题。

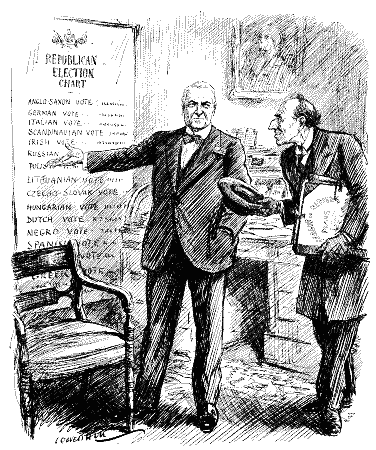
鼓励本土工业

在国际联盟成立后，解散前，塞西尔都在忙于国际联盟事务。在巴黎和会上，他是英国代表，负责协商有关国际联盟的事务。1920年-1922年间，塞西尔代表南非自治领出席国际联盟大会。1923年，他到美国进行了一次为期五周的访问，向美国人介绍国际联盟。1923年-1927年间，塞西尔在外交大臣手下任职，负责国际联盟事务。
1927年，在日内瓦一次海军会议上，英国与美国的谈判破裂，因为美国拒绝接受英国的条件：英国必须保有最少70条巡洋舰，以保护其贸易、通信航线安全。美国要求英国的巡洋舰数量，要由70条削减至50条，不过，可以加大巡洋舰吨位与舰炮口径。英国拒绝接受美国的要求，塞西尔亦因此而辞去政府职务。
英国很晚才派出官方代表团到国际联盟去，此前，塞西尔一直在独自争取公众支持国际联盟。1923年-1945年间，他都在担任英国国际联盟联盟主席。这个组织，是他与一位参与国际和平运动的法国法学家一起建立的。在此期间，塞西尔出版了数本著作，包括The Way of Peace（1928年），讲学集结League; A Great Experiment（1941年）与自传All the Way（1949年）。
1946年春，塞西尔参与了国际联盟在日内瓦的最后一次会议。他以此为演讲结尾：“国际联盟已死，联合国万岁！”塞西尔最后在1958年逝世，在此之前，他间中出席上议院，继续支持国际和平工作，担任联合国协会荣誉终生主席。

## 荣誉

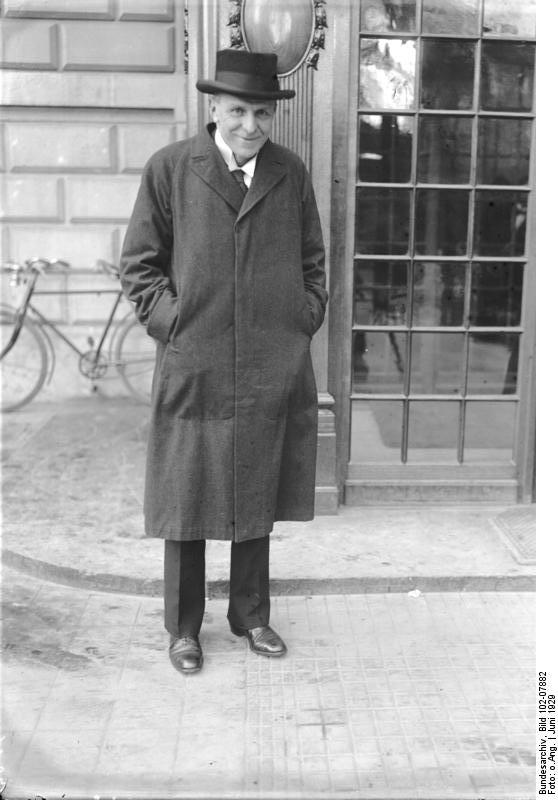
切尔伍德的塞西尔子爵，1929年。

塞西尔一生获得过不少荣誉。除了获册封为子爵，1956年，他获得了名誉勋位，1918年，他获选为伯明翰大学校监，1924年，他获选为鸭巴甸大学校监。1924年，他获得伍德罗·威尔逊基金会和平奖。1937年，他获得诺贝尔和平奖。他获得过爱丁堡大学、牛津大学、剑桥大学、曼彻斯特大学、利物浦大学、圣安德鲁斯大学、鸭巴甸大学、普林斯顿大学、哥伦比亚大学与雅典大学的荣誉学位。
1958年11月24日，他在近海华德希思（Haywards Heath）的丹山切尔伍德逝世，享年94岁。他并无子女，所以，切尔伍德的塞西尔子爵因此断绝。

### 外国勋章奖章
- 特种大绶景星勋章（中华民国，1946年1月1日批准[14]）

## 注脚
1. ↑  作为侯爵幼子，塞西尔拥有礼节性的头衔，“勋爵”，但并不是真正的贵族，直到1923年获封为子爵。
2. ↑  .   [2012-08-10]. （原始内容存档于2012-07-16）.
3. ↑  . London Gazette. 16 June 1899: 3802  [2008-08-20].
4. 1 2  Ceadel, Martin. . Oxford Dictionary of National Biography. Oxford University Press. 2008  [2008-09-24]. doi:10.1093/ref:odnb/32335.
5. ↑  . London Gazette. 29 May 1923: 3741  [2008-08-20].
6. ↑  . London Gazette. 19 June 1923: 4275  [2008-08-20].
7. ↑  . London Gazette. 28 December 1923: 9107  [2008-08-20].
8. ↑  . London Gazette. 21 November 1924: 8415  [2008-08-20].
9. ↑  . Living Streets.   [2010-02-27]. （原始内容存档于2010-08-07）.
10. ↑  Forster, Peter Glover. . Walter de Gruyter. 1982: 173  [2012-08-10]. ISBN 90-279-3399-5. （原始内容存档于2012-11-12）.
11. ↑  . United Nations Office at Geneva.   [2008-08-20]. （原始内容存档于2011-08-24）.
12. ↑  . London Gazette (Supplement). 02 January 1956: 27  [2008-08-20].
13. ↑  . London Gazette (Supplement). 16 January 1959: 472  [2008-08-20].
14. ↑  . 國民政府公報 (國民政府文官處). 1946-01-01,. 渝字第947號: 2页  [2023-11-21]. （原始内容存档于2023-11-21）.

- Some of this material is from: From Nobel Lectures, Peace 1926–1950, Frederick W. Haberman (editor), Elsevier Publishing Company, Amsterdam, 1972.